# Aliança das Forças Nacionais

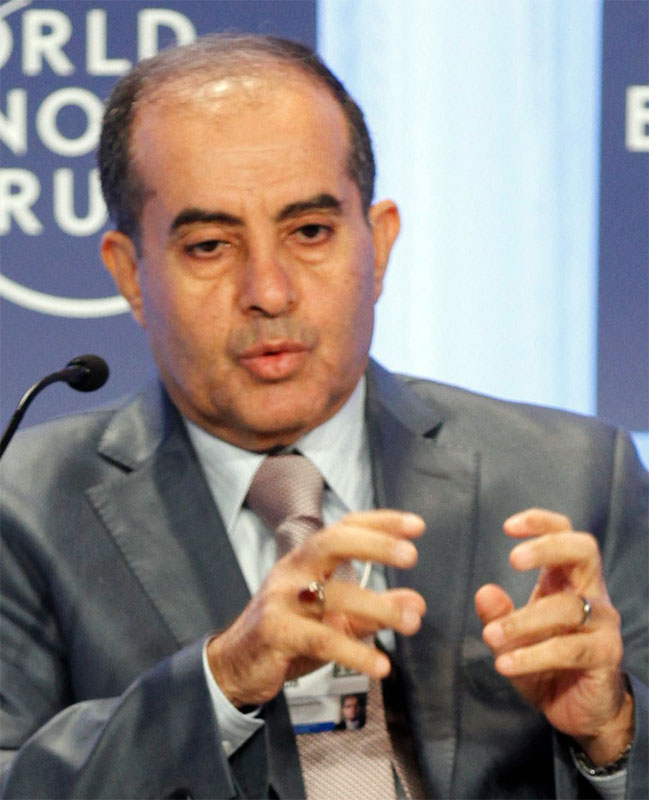
Mahmoud Jibril, Presidente, Escritório Executivo, Conselho Nacional de Transição (NTC) da Líbia, Líbia capturado durante a Reunião Especial do Fórum Econômico Mundial sobre Crescimento Econômico e Criação de Emprego no Mundo Árabe no Mar Morto na Jordânia, 22 de outubro de 2011.

A Aliança das Forças Nacionais (AFN) (em árabe: تحالف القوى الوطنية, Tahalouf al-quwa al-wataniyya) é uma coalizão política na Líbia criada alguns meses após a queda do ditador Muamar Gadafi, em Fevereiro de 2012. Ela inclui 58 entidades políticas, 236 ONGs, e mais de 280 políticos independentes. A AFN é predominantemente de de tendência ideológica liberal. Ela defende "movimentos liberais dentro de um islão moderado" e um "estado civil e democrático".
Seu presidente é Mahmoud Jibril, ex-primeiro ministro do Conselho Nacional de Transição, a instância governamental que organizou os rebeldes durante a Guerra Civil Líbia que derrubou Muamar Gadafi e, em seguida, administrou a Líbia.
Nas  eleições de julho de 2012, a AFN obteve o primeiro lugar entre os partidos políticos que disputavam o pleito, conquistando 39 das 80 vagas destinadas à partidos políticos no Congresso Geral Nacional, o novo parlamento líbio.

## Resultados eleitorais

### Eleições legislativas
| Data | Votos   | %          | Deputados | Status  |
| ---- | ------- | ---------- | --------- | ------- |
| 2012 | 714 769 | 48,1 (1.º) | 39 / 200  | Governo |